# Christine Buchegger
Christine Buchegger (ur. 19 listopada 1942 w Wiedniu, zm. 3 marca 2014 w Monachium) – austriacka aktorka filmowa i telewizyjna.
Została pochowana na Cmentarzu Północnym w Monachium.

## Filmografia
seriale
- 1971: Arsène Lupin jako Tamara
- 1974: Der Kleine Doktor jako Irène
- 1974: Derrick jako Inge Merz / Helga Homann / Frau Dr Kolbe / Diana Schőnfelder / Helene Meissner / Isolde Steinhoff / Frau Bossler / Hannelore Paulus
- 1977: Der Alte jako Beate Steiger
- 1981: Ein Fall für zwei jako Beate Steiger
- 1996: Schlosshotel Orth jako Lena Dorndorf
- 1998: Die Neue – Ein Frau mit Kaliber jako Irene Killian
- 1998: Siska jako Pani Leske

film
- 1970: Das Kamel geht durch das Nadelöhr jako Helene
- 1972: The Salzburg Connection jako Kelnerka
- 1973: Inferno jako Frieda Uhi
- 1976: Die Elixiere des Teufels jako Euphemie
- 1977: Abelard
- 1977: Travesties
- 1977: Nieład i wczesna udręka jako Fraulein Kowitl
- 1978: Lady Dracula jako Irene Ruhesanft
- 1980: Z życia marionetek jako Katarina Egerman
- 1993: Der Rote Vogel jako Siostra Peregrina
- 1999: Der Schandfleck
- 1999: Die Rache der Carola Waas jako Birgit Manholt